# Alfons Weische
Alfons Weische (* 17. Januar 1932 in Menden im Sauerland; † 1. Juni 2023 in Münster) war ein deutscher Klassischer Philologe.

## Leben
Alfons Weische studierte zunächst in Rom Philosophie und Theologie. Dann wechselte er zur Klassischen Philologie, die er an den Universitäten zu Münster und Marburg studierte. Nach dem Staatsexamen (1959) und der Promotion (1960) arbeitete er als Assistent am Institut für Altertumskunde der Westfälischen Wilhelms-Universität. Er erhielt ein zweijähriges Stipendium der Fritz Thyssen Stiftung. 1963 war er Hörer am Collège de France in Paris.  1969 habilitierte er sich für Klassische Philologie. 1970 wurde er zum außerplanmäßigen Professor ernannt.
Nach einer Lehrstuhlvertretung an der Universität München wurde er 1974 zum Wissenschaftlichen Rat und Professor für Klassische Philologie mit besonderer Berücksichtigung der wissenschaftlichen Grammatik der lateinischen Sprache an der Universität Münster ernannt. Im Jahr 1979/80 war er Dekan des Fachbereichs Alte und außereuropäische Sprachen und Kulturen. Viele Jahre leitete er die Arbeitsstelle Lateinische Wortforschung. 1994 trat er in den Ruhestand.
Weisches Forschungsschwerpunkte waren die antike Philosophie und Rhetorik sowie lateinische Sprachwissenschaft. Im Zentrum seiner Forschung stehen die Schriften Ciceros.
Weische setzte sich für Latein als lebendige Sprache ein, u. a. durch die Einrichtung eines Circulus Monasteriensis, der durch die thematische Vielfältigkeit der Vorträge und die Lebhaftigkeit der Diskussionen sich großer Beliebtheit erfreut. Er war Mitglied der Societas Latina in Saarbrücken und 1987 Mitbegründer der Latinitati Vivae Provehendae Associatio (L.V.P.A.). Er verfasste viele Jahre für die Philosophische Fakultät der Universität Münster die lateinischen Urkunden zur Verleihung des Titels 'doctor honoris causa', u. a. für Jean-Claude Juncker, Wolfgang Thierse und Geert Mak. Wie in diesen Urkunden geht es auch in seinen zahlreichen lateinischen Gedichten vor allem um Porträtierung bestimmter Persönlichkeiten.

## Schriften (Auswahl)
- Cicero und die Neue Akademie. Untersuchungen zur Entstehung und Geschichte des antiken Skeptizismus. Münster 1961. 2., unveränderte Auflage 1975 (Dissertation; Orbis antiquus 18)
- Studien zur politischen Sprache der römischen Republik. Münster 1966. 2., unveränderte Auflage 1975 (Orbis antiquus 24)
- "Philosophie grecque et politique romaine dans la partie finale du 'Pro Sestio'" (Bulletin de l'Association Guillaume Budé, 4e série, Lettres d'Humanité 29) 1970
- Ciceros Nachahmung der attischen Redner. Heidelberg 1972 (Habilitationsschrift)
- "Zur Bedeutung der römischen Rhetorik" (Latein und Europa, Traditionen und Renaissancen) 1978
- "Plinius der Jüngere und Cicero. Untersuchungen zur römischen Epistolographie in Republik und Kaiserzeit" (ANRW II 33,1) 1989
- "Rhetorik und Philosophie in der Antike. amplificatio - dilatatio und die stoische Forderung der brevitas" (Rhetorik und Philosophie) 1989
- Artikel 'Rhetorik, Redekunst' (Historisches Wörterbuch der Philosophie 8) 1992
- Artikel 'Ambitio' (Augustinus-Lexikon 1) 1986–1994
- Artikel 'Arbor' (Augustinus-Lexikon 1) 1986–1994
- "Eigentümlich Lateinisches und Ciceronisches bei Augustinus als Basis für Anselms Gottesbeweis" (Mus. Helv. 57) 2000
- "Emphase durch copia dicendi" (De lingua Latina novae quaestiones) 2001
- "Durch Antonomie gestützte Metonymien für 'ärmlich' und 'prächtig' in der Koine und im Lateinischen, besonders bei Petron" (Petroniana) 2003
- "Cur exercitationes Latinas diligam" (Altera Ratio) 2003
- "Bemerkungen zum Gebrauch von Präpositionen im klassischen Latein" (Papers on Grammar IX 2) 2005
- "Angelus Camillus Decembrio quomodo inter varias observationes demonstret substantiva officio poetico epithetorum fungi posse" (Alandae) 2005
- Artikel 'Hospitalitas, hospitium' (Augustinus-Lexikon 3) 2006
- "Carmen gratulatorium: "Guy Licoppe octo decies per annos", in: Melissa, n° 163, p. 16, Bruxellis, 2011